# Бородавка Володимир Володимирович
Володи́мир Володи́мирович Бородавка — солдат Збройних сил України.
Станом на листопад 2019 року — солдат запасу.

## Нагороди
За особисту мужність, сумлінне та бездоганне служіння Українському народові, зразкове виконання військового обов'язку відзначений — нагороджений
- орденом «За мужність» III ступеня (3.11.2015).
- медаллю «Захиснику Вітчизни»[1].